# Несбитт, Мэри
Мэри Несбитт (англ. Mary Nesbitt, 1742 или 1743—1825) — британская светская львица, хозяйка литературного салона и куртизанка конца XVIII в., известная среди высшей аристократии и королевской семьи.

## Биография
Мэри при рождении имела фамилию Дэвис. Происхождение её неизвестно, и впоследствии недоброжелатели утверждали, что её родили на тачке в Ковент-Гардене. Её также знали как Полли Дэвис.
Её карьера началась с позирования для живописца Джошуа Рейнольдса в 1764 г. Благодаря этому она и стала куртизанкой. Возможно, её соблазнил Саймон Латтрелл, 1-й граф Каргемптонский, которого прозвали Королём Ада. Во всяком случае одним из её прозвищ было Дьявольский огонь Дэвис. При посредстве Саймона Латтрелла Мэри была познакомлена с Александром Несбиттом, младшим из трёх сыновей Томаса Несбитта, банкира из Сити. В 1768 г. Мэри вышла замуж за Александра в присутствии Саймона Латтрелла в качестве свидетеля. Несбитт поселил её в своём доме и поместье в Верхнем Норвуде в Суррее, им также принадлежал дом на Букингем-стрит в Лондоне. Но семейная жизнь Мэри продлилась недолго: в 1769 г. её муж повредился рассудком и через три года окончил свои дни в частном доме, причём газетка Tête-à-tête называла Мэри виновницей его безумия.
В 1771 г. Мэри стала любовницей морского офицера Августа Хёрви, в 1775 г. ставшего 3-м графом Бристольским. Они прожили вместе до его смерти в 1779 г., и Мэри получила в наследство поместье Эведон в Линкольншире и несколько тысяч фунтов стерлингов после продажи земли, некоторой недвижимости и прочего имущества. Она продолжала жить в доме в Верхнем Норвуде, ставшем салоном, который посещали многие богатые и уважаемые люди, например, Джордж Роуз. Во время Великой Французской революции Мэри путешествовала по Европе, вращаясь в аристократических кругах и тем самым приобретя широкую известность — по некоторым сведениям она выполняла поручение премьер-министра Уильяма Питта, желавшего восстановить французскую монархию.
В силу финансовых причин Мэри Несбитт была вынуждена сдавать свой дом в Норвуде и часто жила заграницей. В 1808 г. она познакомилась с Марией Тюссо и купила ей дом в Лондоне. Благодаря этому Мария Тюссо смогла открыть в Великобритании свой знаменитый Музей восковых фигур.
Мэри Несбитт умерла в Париже в 1825 г., где и была похоронена.